# Crassula biplanata
Crassula biplanata (Haw., 1824) è una pianta succulenta appartenente alla famiglia delle Crassulaceae, endemica delle Province del Capo, in Sudafrica.
L'epiteto specifico biplanata deriva dal latino bi-, due, e planata, ossia appiattita, con riferimento alla forma delle foglie.

## Descrizione

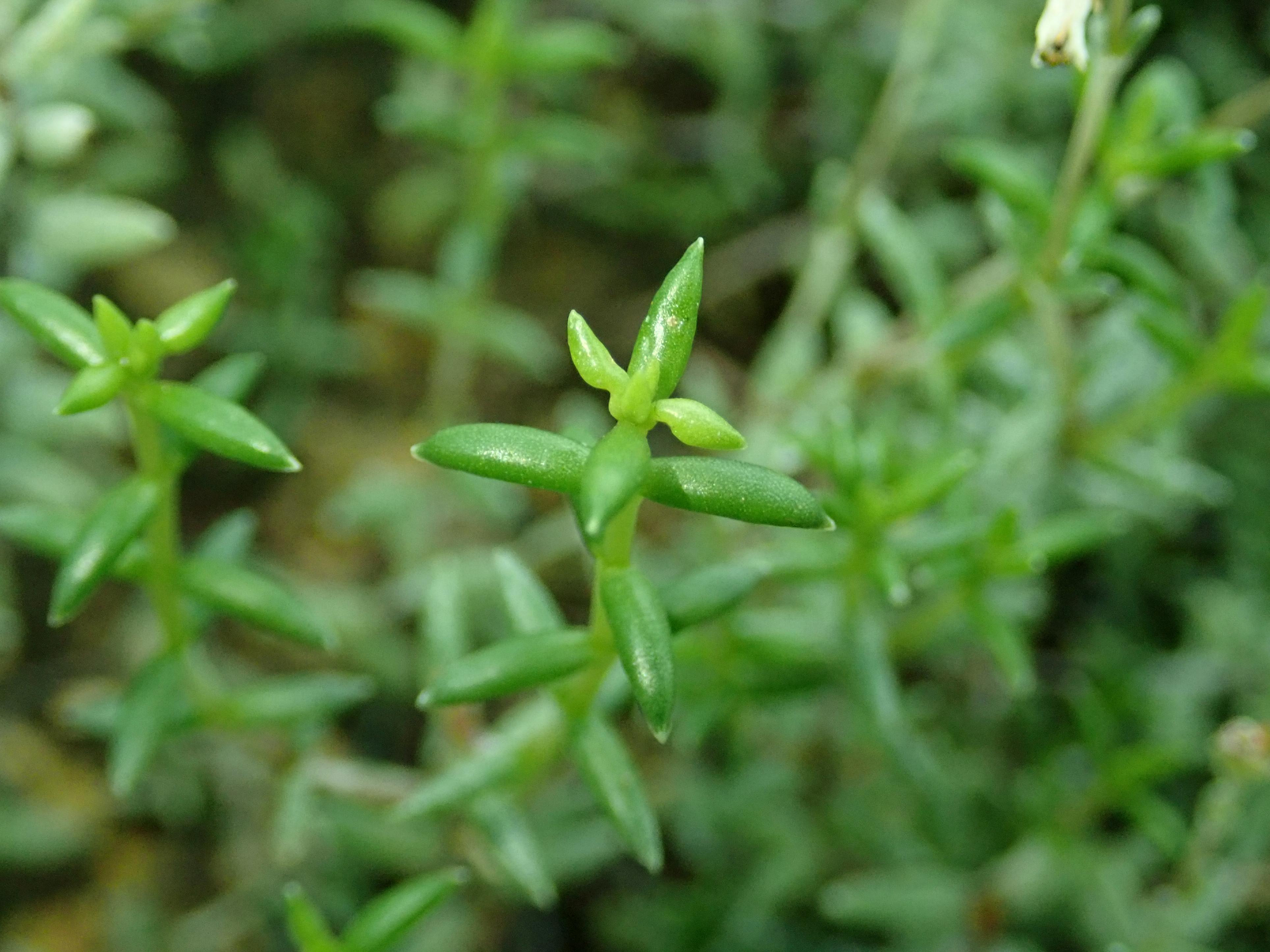
Foglie di C. biplanata.

C. biplanata è una pianta perenne a portamento erbaceo, composta da steli sia eretti che striscianti in grado di raggiungere 20 centimetri d'altezza. Questi, moderatamente ramificati, misurano circa 1 millimetro di diametro e, mentre gli steli più vecchi sono glabri e tendenti al marrone, quelli più giovani sono ricoperti da corte papille. A volte presentano delle radici aeree.
Le foglie sono carnose, lunghe tra 4 e 15 mm e larghe 1,5–3 mm, dalla forma lanceolata e le estremità acute. Hanno un profilo da appiattito (da cui il nome della pianta) a terete, ossia quasi circolare, e quelle più vecchie tenderanno a cadere. Il loro colore è generalmente verde scuro ma, quando durante il periodo della fioritura si ricoprono di polline, assumeranno un aspetto biancastro che frequentemente causa errate identificazioni come Crassula pruinosa.
Le infiorescenze a tirso sono ramificate in numerose dicasia, fittamente coperte da fiori ed unite alla pianta da un peduncolo lungo fino a 18 cm, sul quale si trovano due paia di brattee. Si sviluppano, in habitat, tra i mesi di agosto e settembre.
I fiori sono formati da sepali lunghi circa 2 mm mentre la corolla, di colore da bianco a crema e di forma tubolare, è composta da petali lunghi circa 6 mm che presentano estremità acute e una cresta dorsale. Gli stami portano delle antere di colore bruno.

## Distribuzione e habitat
C. biplanata occupa un vasto areale che spazia tra le province del Capo Occidentale e del Capo Orientale e, nello specifico, la si può trovare nell'area compresa tra la cittadina di Franschhoek ad ovest e l'insediamento di Humansdorp ad est, nella fascia costiera ai piedi della Grande Scarpata.
È una specie originaria dell'ecoregione del fynbos e predilige suoli rocciosi, crescendo tra anfratti e crepe di pareti rocciose. In ragione della sua ampia diffusione in territori brulli e aridi, non è soggetta a particolari minacce e pertanto è classificata come una specie a rischio minimo.

## Coltivazione
In genere le Crassula richiedono un terreno povero di componente organica e ricco di minerali, ben drenante in modo da evitare i ristagni idrici che potrebbero uccidere la pianta. Annaffiare solo a terreno ben secco e in misura maggiore durante il periodo di crescita della pianta in primavera ed autunno.
È una pianta originaria di aree incluse nelle USDA Hardiness Zones da 10a a 11b, pertanto non dovrebbe essere esposta a temperature inferiori a 10 °C e comunque mai al di sotto dei -1,1 °C. Preferisce difatti una posizione soleggiata ed alle nostre latitudini è consigliata la coltivazione in vaso.

## Galleria d'immagini

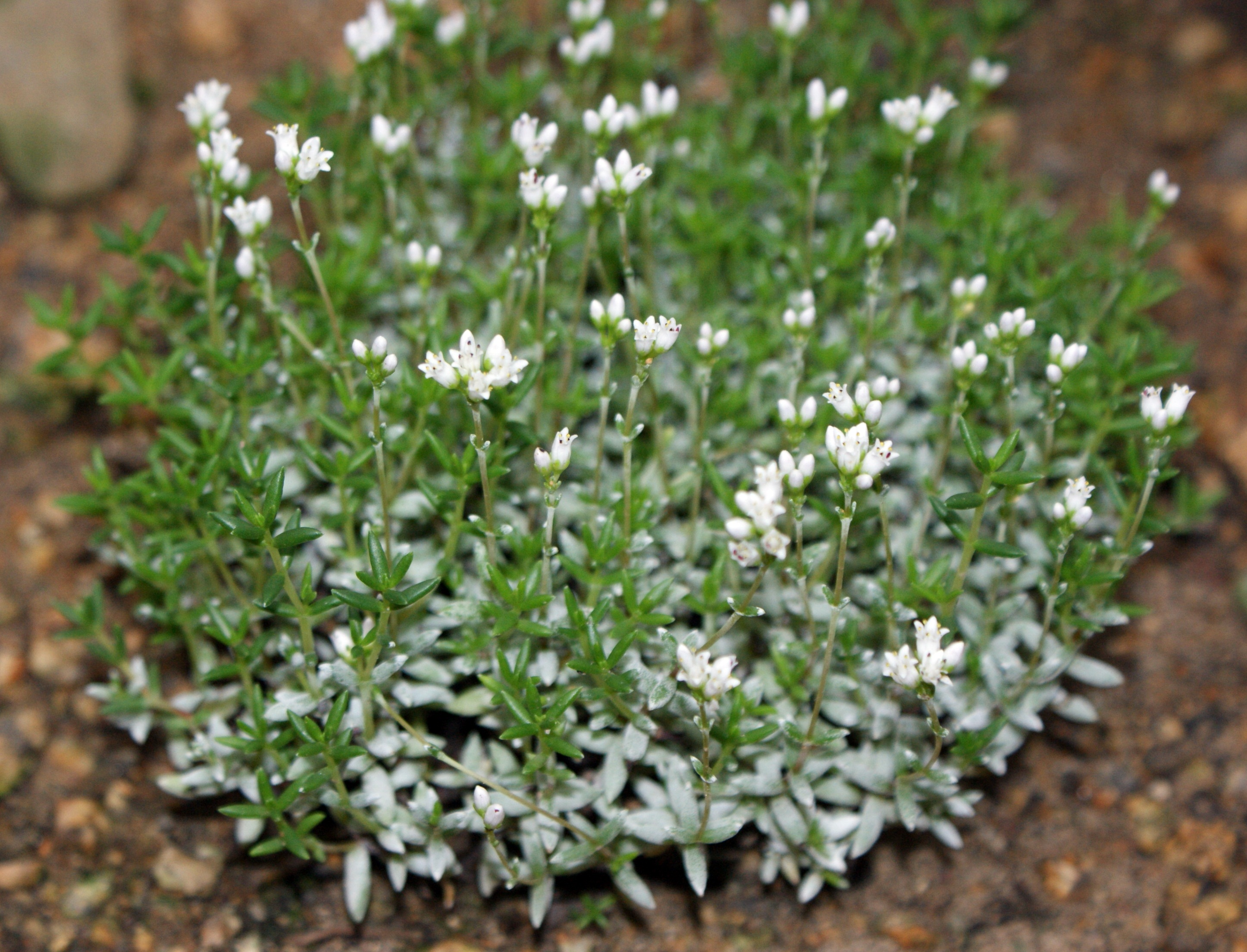
Esemplare di C. biplanata parzialmente coperto di polline.
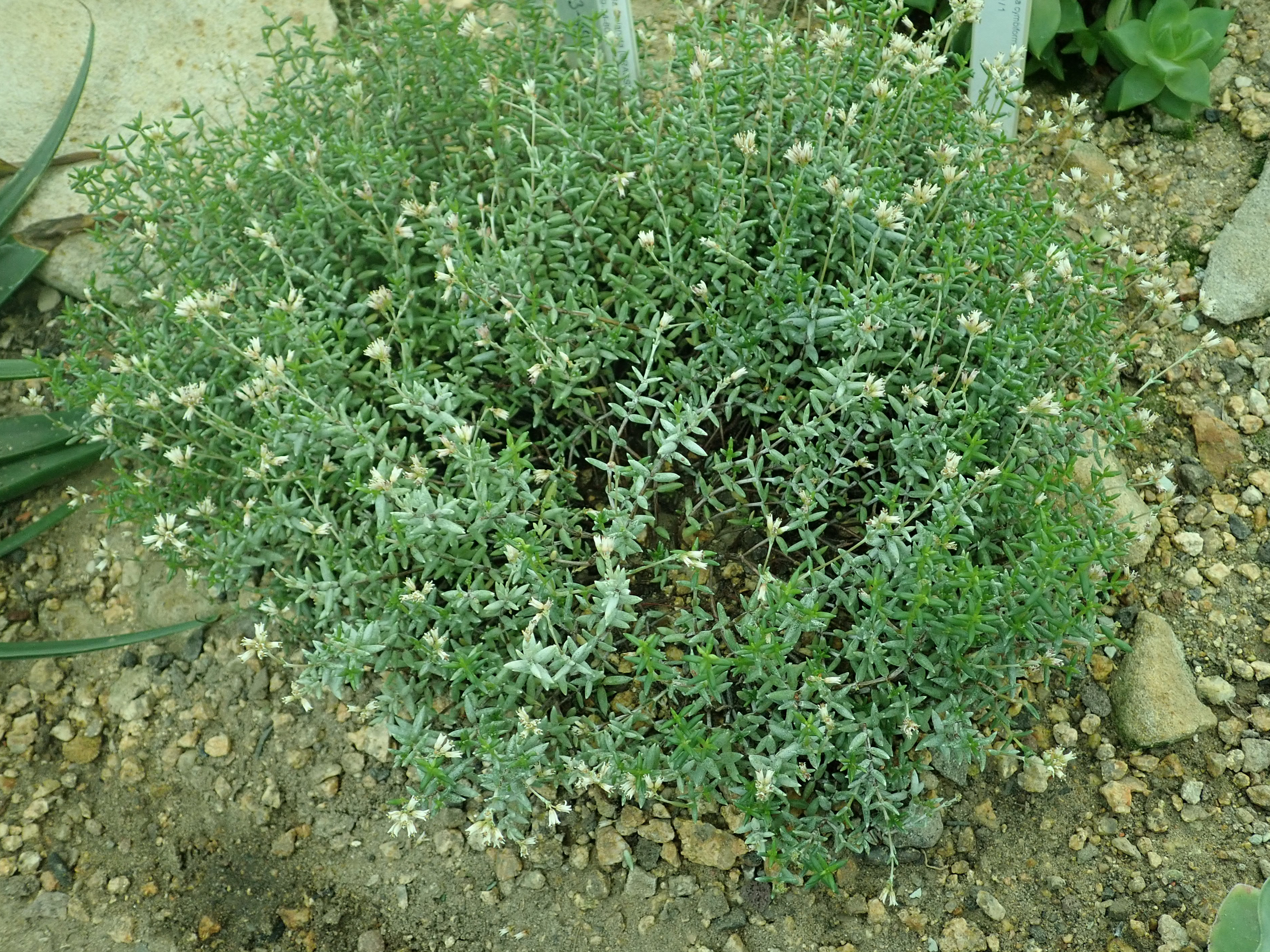
Esemplare di C. biplanata all'Orto botanico di Berlino.
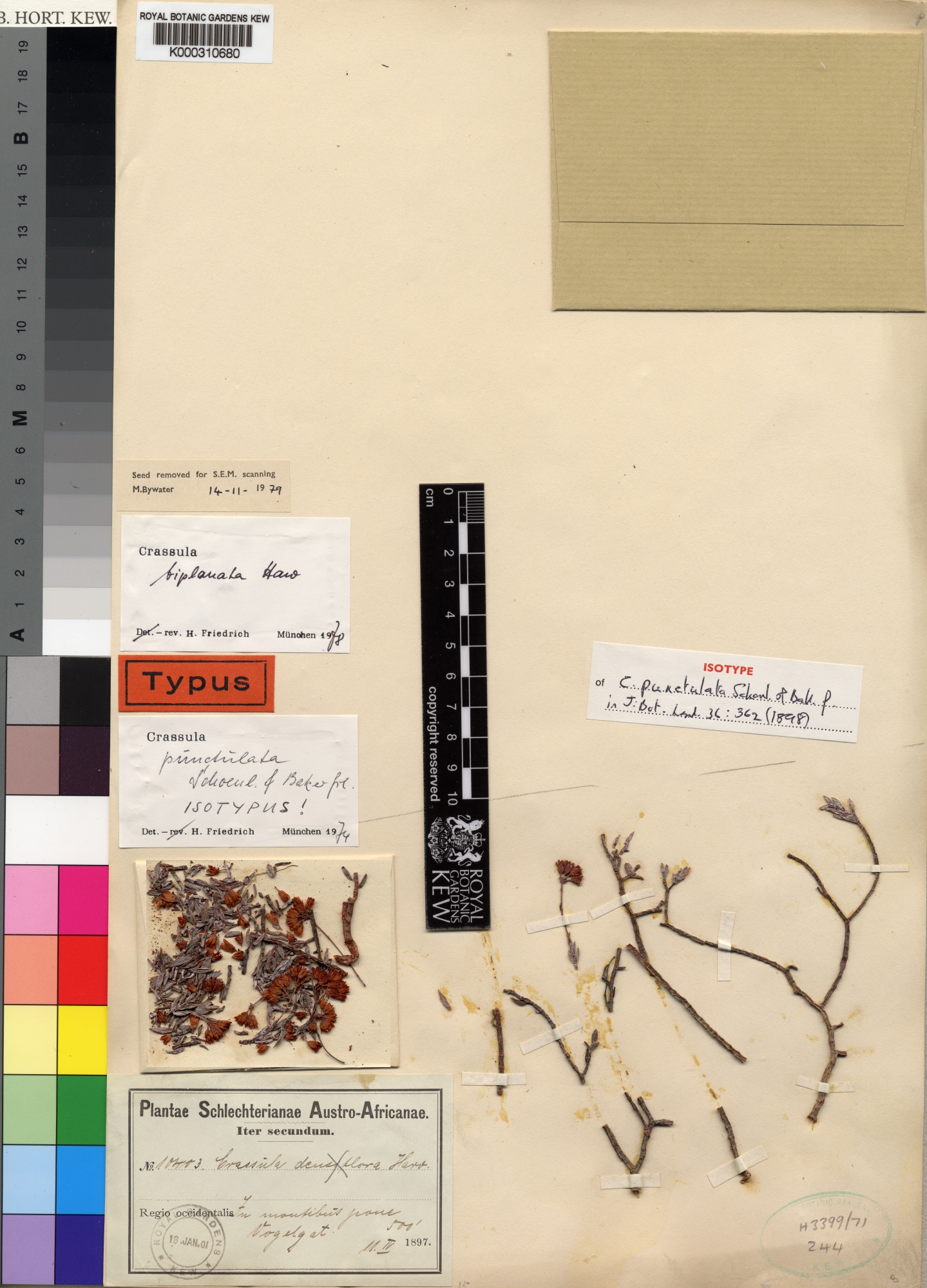
Isotipo di C. biplanata.